# Clásico del 5° departamento
El clásico del quinto departamento es un partido de fútbol en el que se enfrentan los dos clubes más populares del quinto departamento del país, Caaguazú, el Deportivo Caaguazú y el Ovetense FC.
Es una rivalidad mucho más antigua de lo que parece, ya que ésta comienza desde la creación de la Liga Ovetense de Fútbol y la Liga Caaguaceña de Fútbol.
A partir del 2016, logran enfrentarse cada uno como un club independiente, tras el ascenso de ambos a la División Intermedia, hasta el descenso de ambos en 2019.
Se volvieron a enfrentar en la semifinales del Nacional B 2022, con empate 2-2 en la ida, y con victoria de los albiverdes 2-1 en la vuelta.

## Historia

### Inicios
El Club Deportivo Caaguazú fue fundado el 16 de septiembre del 2008. Luego de que la Liga Caaguaceña de Fútbol se coronó campeona del Campeonato Nacional de Interligas, en la temporada 2007/2008, se le otorgó el derecho de fundar un nuevo club para representar a la ciudad en la División Intermedia.
La Liga Ovetense de Fútbol fue fundada el 24 de julio de 1948, y es bicampeón del Campeonato Nacional de Interligas organizada por la Unión del Fútbol del Interior, en los campeonatos de 1963/1964 y 1965/1966.
En 2015, logra ascender a la Intermedia siendo campeón del Nacional B, tras ganarle la final al 22 de Setiembre de Encarnación.

### Nacional B 2013
La Liga Ovetense de Fútbol y el Deportivo Caaguazú llegaron la final del Nacional B 2013 por un cupo a la División Intermedia, siendo la primera vez que se enfrentan en un partido tan importante.
Los de Coronel Oviedo no tuvieron piedad de Sol del Este y golearon en casa por 5-2. En primer juego había finalizado 1-1. Por otra parte, Caaguazú superó de local por la mínima diferencia a Choré Central (1-0, también 1-1 en la ida) en un duelo que terminó con incidentes. Los jugadores del equipo perdedor intentaron agredir a los árbitros. En las gradas, ambas parcialidades se tomaron a golpes.
En la ida de la final terminaría 1-1, y en la vuelta ganaría Caaguazú por 2-0 volviendo a la Intermedia luego de dos años de ausencia.

## Resultados de los clásicos
A continuación se expone una tabla sobre todos los enfrentamientos del Deportivo Caaguazú y Oventense FC en distintas categorías de la liga paraguaya; 8 en Intermedia y 2 en Nacional B.
| Año  | División            | Fecha      | Equipo local       | Equipo visitante   | Resultado |
| ---- | ------------------- | ---------- | ------------------ | ------------------ | --------- |
| 2016 | División Intermedia | 1-5-2016   | Ovetense FC        | Deportivo Caaguazú | 0–1       |
| 2016 | División Intermedia | 7-8-2016   | Deportivo Caaguazú | Ovetense FC        | 2-1       |
| 2017 | División Intermedia | 11-6-2017  | Ovetense FC        | Deportivo Caaguazú | 1–2       |
| 2017 | División Intermedia | 17-9-2017  | Deportivo Caaguazú | Oventense FC       | 0–0       |
| 2018 | División Intermedia | 29-4-2018  | Deportivo Caaguazú | Oventense FC       | 2–0       |
| 2018 | División Intermedia | 17-9-2018  | Ovetense FC        | Deportivo Caaguazú | 1–0       |
| 2019 | División Intermedia | 30-6-2019  | Deportivo Caaguazú | Ovetense FC        | 1–0       |
| 2019 | División Intermedia | 13-10-2019 | Ovetense FC        | Deportivo Caaguazú | 0–0       |
| 2022 | Nacional B          | 6-11-2022  | Ovetense FC        | Deportivo Caaguazú | 2–2       |
| 2022 | Nacional B          | 13-11-2022 | Deportivo Caaguazú | Ovetense FC        | 2–1       |